# Playboy Motor
Die Playboy Motor Car Corporation mit Sitz in Buffalo (New York) war ein US-amerikanischer Automobilhersteller, der 1948 unter dem Markennamen Playboy einen für damalige Verhältnisse ungewöhnlichen, dreisitzigen Kleinwagen mit versenkbarem Metalldach auf den Markt brachte.

## Unternehmensgeschichte
Das 1947 zunächst als Midget Motor Car Company gegründete Unternehmen hatte seinen Sitz am Domizil des 1941 geschlossenen Karosseriewerks Brunn & Company an der Ellicott Street 988 in Buffalo (New York). Präsident und Geschäftsführer war Louis Horwitz, als Vizepräsident und Sekretär fungierte Charles D. Thomas und als Finanzchef Norman Richardson. Das Aktienkapital von 50.000 US$ kam aus dem privaten Vermögen der drei Partner. Diese hatten zuvor zwar bereits mit Automobilen zu tun gehabt, waren aber unerfahren bezüglich deren Produktion: Horwitz besaß eine Packard-Vertretung und einen Gebrauchtwagenhandel und Richardson betrieb in den Brunn-Räumlichkeiten eine Karosserie-Reparaturwerkstatt und besaß einige Tankstellen. Thomas war ein Ingenieur, der zuvor bei Pontiac gearbeitet und schon 1939 einen eigenwilligen, sehr modernen Prototyp gebaut hatte, dessen Serienfertigung aber nicht zustande gekommen war.
Geplant war ein Kleinwagen, der in den USA als Zweit- oder Drittwagen verkauft werden sollte. Das Ziel war ehrgeizig: 100.000 Autos sollten jährlich gebaut werden. Den Kapitalbedarf dafür schätzten sie auf 20 Mio. US-Dollar. Ab Mitte 1948 wurden in einer Anzeigenkampagne Investoren gesucht. Wie auch Preston Tucker mit seinem neuen Tucker ’48 versuchte auch Horwitz, dieses Kapital über ein Franchisesystem zu akquirieren. Für den Anleger war dies mit einem hohen Risiko verbunden, erhielt er doch vorerst wenig mehr als das Versprechen auf eine Playboy-Vertretung, sobald das Auto verkaufsbereit wäre. Das Geld sollte unter anderem für den Kauf und die Anpassung eines Flugmotorenwerks in Buffalo verwendet werden, die Finanzierung kam aber nicht zustande. Daher lief die Produktion in der zweiten Hälfte 1948 und in weitaus bescheidenerem Rahmen an.

## Der Thomas Special von 1939
Die Entwicklung des Playboy begann nach Herstellerangaben um 1940, was sich wohl auf das erwähnte Projekt von Charles Thomas von 1939 bezog. Sein als Coupé mit bemerkenswerter Weitsicht konstruierter Kleinwagen nahm tatsächlich viele Elemente des Playboy vorweg. Das in Batavia (City, New York) gebaute Fahrzeug war etwas skurril geformt und sehr modern. Es war in selbsttragender Bauweise mit Pontonkarosserie ausgeführt und hatte Heckmotor, eine unabhängige Radaufhängung, eine gepolsterte Sicherheits-Innenausstattung und ein Periskop auf dem Dach anstelle eines Rückspiegels; gelegentlich ist sogar von einem Automatikgetriebe die Rede.

## Der Prototyp von 1946
Das Kapital des jungen Unternehmens wurde zum großen Teil in einen Prototyp investiert. Er kam äußerlich dem späteren Serienwagen recht nahe und wurde bei seiner Präsentation im Herbst 1946 vom Publikum gut aufgenommen. Diese fand im Hotel Statler in Buffalo statt. Er hatte einen im Heck untergebrachten, liegend angeordneten Motor unbekannter Herkunft mit 2,6 Liter Hubraum und eine dreisitzige Roadster-Karosserie in modischer Ponton-Form. Das schwarz lackierte Fahrzeug wurde restauriert und existiert noch im Saratoga Automobile Museum in Saratoga Springs (New York).
Außerdem entstand ein weiterer Prototyp eines zweitürigen Station Wagon, in Serie ging dieser allerdings nicht.

## Playboy A48

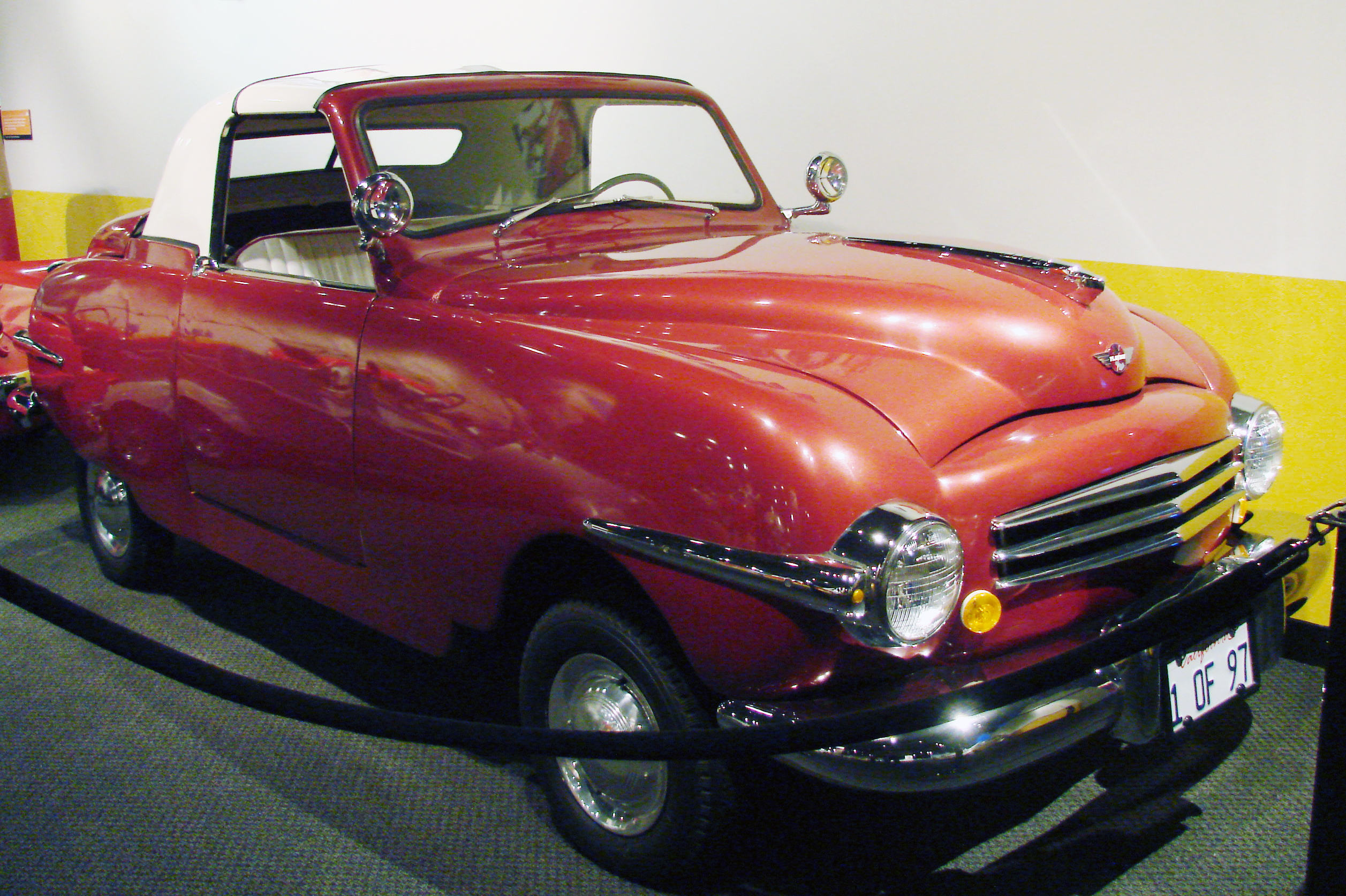
Playboy A-48 Combination Roadster, Chassis Nr. 34 (1948)

Zu den äußerlichen Änderungen gehörten Retuschen an der Front, eine tiefer angesetzte Motorhaube mit dem Markenlogo anstelle des „Playboy“-Schriftzugs und ein abklappbares Metalldach anstelle des Stoffverdecks. Eine Verschalung für die Hinterräder gehörte zum Standard-Lieferumfang, die Heizung musste extra bezahlt werden, was damals aber auch in größeren Autos durchaus üblich war.
In einer Umfrage der Society of Automotive Engineers unter jungen Ingenieuren wurde der Playboy als innovativstes US-Auto bewertet.
Der Playboy kostete US$ 985 FOB Buffalo; die Transportkosten gingen demnach zu Lasten des Käufers. Zwischen 1948 und 1949 wurden nur 97 Fahrzeuge hergestellt, danach musste die Firma schließen und die Produktion wurde eingestellt.

### Combination Roadster
Das versenkbare Metalldach war ein Blickfang. Es bestand aus zwei Teilen, zum Öffnen wurde der vordere Teil eingeklappt. Der hintere Teil wurde nach hinten geklappt. Er war so konstruiert, dass er in die Mulde hinter der Sitzbank versenkt werden konnte. Nun bildete der vordere Dachteil den Karosserieabschluss analog einer Tonneau-Abdeckung. In geöffnetem Zustand waren somit die – ohnehin nur für Kinder geeigneten – Rücksitze nicht zugänglich. Das Dach war zwar mit Gegengewichten ausbalanciert, dennoch dürfte es zu schwergängig gewesen sein, um vom Fahrersitz aus bedient zu werden. Das Schließen erforderte ohnehin eine sehr kräftige Person. Eine Schwachstelle waren die zahlreichen Gummikeder als Abdichtung; sie neigten zu Undichtigkeiten. Die Idee für diese Lösung kam wahrscheinlich von den Peugeot Eclipse-Modellen; die Ausführung des Playboy war aber weniger aufwendig konzipiert. Der Hersteller bezeichnete das Fahrzeug selber folgerichtig als Combination metal-top convertible coupe welches gleichzeitig als Business Coupe, Club Coupe oder Convertible Coupe verwendet werden konnte.

### Motor und Kraftübertragung
Der Wagen hatte zunächst einen zugekauften, seitengesteuerten Red Seal-Vierzylindermotor von Continental mit Wasserkühlung, einem Hubraum von 1491 cm³ (91 c.i.) und 40 bhp (38 PS @ 3400/min. resp. 29.828 kW).
Serienmäßig war ein manuelles Schaltgetriebe von Warner mit anfangs drei Gängen und optionalem Warner-Overdrive. Alle drei Gänge waren synchronisiert. Playboy verwendete eine Einscheiben-Trockenkupplung von Borg & Beck.

### Fahrgestell und Aufhängung
Das Fahrzeug war selbsttragend konstruiert; der Rahmen war mit der Karosserie verschweißt. Es scheint, dass die Aufhängung weitgehend vom Prototyp übernommen wurde. Sie war vorn unabhängig und mit Schraubenfedern ausgeführt., dazu kamen hydraulische Stoßdämpfer. Hinten gab es eine Starrachse von Spicer mit hypoidverzahntem Differential und Schraubenfedern.
Die Hinterachsübersetzung war ab Werk 3,73 : 1 oder auf Wunsch 4,1 : 1. Die hydraulischen Bremsen waren von Wagner zugekauft; die Bremstrommeln lieferte Budd, und die Lenkung kam von Ross. Beide arbeiteten natürlich ohne Servounterstützung.

### Elektrik und Treibstoffförderung
Für die Fahrzeugelektrik wurde hauptsächlich auf General-Motors-Komponenten zurückgegriffen: Auto-Lite lieferte Anlasser, Zündanlage und den 35-Ampere-Generator, AC die Benzinpumpe. Die 80-Ampere-Batterie von Auto-Lite war im Motorraum untergebracht. Der Benzintank im Heck fasste 10 Gallonen (knapp 38 Liter). Der Hersteller machte keinen Hehl aus der Tatsache, dass wichtige Komponenten zugekauft wurden und erwähnte etliche davon im Prospekt, interessanterweise aber nicht den Hersteller des Motors. Er legte aber Wert auf die Feststellung, dass praktisch ausschließlich Teile für Serienwagen angesehener Lieferanten verwendet würden, was die Wartung vereinfachen sollte.

### Dimensionen und Fahrleistungen
Der Playboy ist 3937 mm (155 Zoll) lang, 1473 mm (58 Zoll) breit und 1372 mm (54 Zoll) hoch. Der Radstand beträgt 2286 mm (90 Zoll), die Spur vorne und hinten je 1194 mm (47 Zoll).
Der Stauraum umfasst bei geschlossenem Dach 25 Kubikzoll (707.921 dm³) Volumen; in geöffnetem Zustand sind es noch 13 Kubikzoll (368.119 dm³). Mit einem Gewicht von 923 kg (2035 lbs) bringt er es nach Werkangaben auf „über 65 mph (105 km/h)“ bei einem „konservativ gemessenen“ Verbrauch von 25 mpg (9,4 Liter/100 km). Diese Angaben und Fahrleistungen entsprechen den Werksangaben mit Hercules-Motor.

## Rekordversuch
Robert McKenzie aus Buffalo fuhr mit seinem Sohn Robert Jr. in 62 Stunden 20 Minuten von New York nach Los Angeles. Die Ziel, die Strecke von 3114 Meilen (5011 km) schneller als der schnellste Zug zurückzulegen, erfüllte sich auch wegen des schlechten Wetters nicht. Immerhin bedeute dies Bestzeit für ein Fahrzeug der 2000 lbs (907 kg) Klasse und brachte willkommene Werbung, zum Beispiel in den Buffalo Evening News vom 18. April 1948. oder den eigenen Werbeunterlagen.

## Playboy B7
Der A48 erfuhr schrittweise technische Veränderungen. Es scheint, dass der Continental-Motor sehr bald durch einen größeren der Hercules Engine Company ersetzt wurde. Dieser ebenfalls seitengesteuerte Vierzylinder hatte einen Hubraum von 2179 cm³ (133 c.i.) und leistete 48 bhp (35,8 kW). Trotzdem wog das Auto nur noch 826 kg (1900 lbs).

## Test
Im Februar 1948 testete Tom McCahill einen Playboy Roadster für das Fachmagazin Mechanix Illustrated. Offensichtlich handelte es sich dabei bereits um den B7 mit Hercules-Motor. McCahill mass die Beschleunigung von 0–30 mph (48 km/h) in 6 Sekunden und 0–50 mph (80 km/h) in 17 Sekunden, damals durchaus normale Werte in dieser Klasse. Die vom Werk angegebene Höchstgeschwindigkeit von 75 mph (121 km/h) verfehlte er mit 71 mph (114 km/h) deutlich, hielt dem Neuwagen aber zugute, dass er noch nicht eingefahren war. Auch beim Verbrauch blieb er über den Werksangaben: Statt 35 mpg entsprechend 6,7 l/100 km erzielte er nur 30 mpg (7,8 l/100 km). Die Fahreigenschaften fand er zufriedenstellend mit Zugeständnissen an das geringe Gewicht auf schlechteren Straßen.

## Insolvenz
Anfang 1950 stand das Unternehmen vor der Insolvenz, nachdem zuerst Uebernahmeverhandlungen mit dem Industriemagnaten Henry J. Kaiser gescheitert waren und danach auch ein zweiter Versuch, sich über einen öffentlichen Aktienverkauf zu finanzieren, erfolglos blieb. Es kam schließlich zur öffentlichen Versteigerung.

## Wiederbelebungsversuche
Überraschend kaufte ein chinesisch kontrolliertes Unternehmen um den nationalistisch eingestellten Geschäftsmann Dr. Sing Chang Hu, die Lytemobile and China Corporation, den größten Teil des Inventars und stellte 1951 einen etwas größeren Prototyp vor.
Nun wurde der Willys Go Devil Motor verwendet. Der für den Jeep entwickelte Vierzylinder leistete aus 2199 cm³ (134,2 CI) immerhin 60 bhp (44 kW) bei 4000/min, eine markante Verbesserung. Wenn überhaupt, erfolgte auch hier keine nennenswerte Produktion.
Zuletzt versuchte sich Alvin Trumbull aus Hartford (Connecticut) am Playboy. Er stellte eine Studie für einen offenen Sportwagen vor dessen Fahrleistungen wahrscheinlich mit der Optik nicht mithalten konnten. Die Fiberglas-Karosserie war angeblich für einen Saab bestimmt. Auch er gab auf und verkaufte das Inventar 1964 an den Sammler Donald Moore aus Massachusetts, der sich seinerzeit um eine Vertretung bemüht hatte.

## Playboy heute
Das Total der von der Playboy Motor Cars Corporation gebauten Vorserie wird von allen Quellen mit 97 Fahrzeugen angegeben. Ein weiteres wurde angefangen aber nicht vollendet. Dieser Roadster, Auto Nr. 92, wurde im Staat New York in desolatem Zustand gefunden und ist mittlerweile restauriert worden.
Der Markenclub schätzt, dass etwa 45 Fahrzeuge noch erhalten sind. Das ist ein erstaunlich hoher Wert; davon sind etwa 15 Exemplare zugelassen. Weniger als fünf mit dem optionalen Suchscheinwerfer am Frontscheibenrahmen sind bekannt.

## Trivia
Angeblich wurde Hugh Hefner durch eine ehemalige Mitarbeiterin der Playboy Motor Car Corporation auf den Namen Playboy für sein 1953 lanciertes Magazin gebracht.